# Pavel Golia
Pavel Golia (psevdonim Pavel Ludovikov), slovenski častnik, pesnik, dramatik, gledališčnik * 10. april 1887, Trebnje, † 15. avgust 1959, Ljubljana.
Spada med najpomembnejše pisce mladinskih iger. Po njem so poimenovali Knjižnico Pavla Golie v Trebnjem.

## Življenje
Rodil se je kot Pavel Metod Golia očetu Ludoviku in materi Mariji (rojena Rozman). Končal je nižjo gimnazijo v Novem mestu in nato kadetnico v Karlovcu. Kot častnik je služboval v Trstu in Ljubljani. V Trstu se je spoprijateljil z nadporočnikom  Egonom Gabrijelčičem, ki mu je leta 1915 posvetil pesem v Ljubljanskem zvonu. Leta 1914 je bil poslan na fronto v Galicijo, kjer je s svojo enoto prestopil na rusko stran. Leta 1917 je vstopil v rusko armado. Leta 1919 se je vrnil v Ljubljano, kjer se je povsem posvetil književnosti in gledališču. Bil je dramaturg ter intendant gledališč v Ljubljani, Osijeku in Beogradu. Leta 1945 je postal upravnik Slovenskega narodnega gledališča, od leta 1953 pa je bil redni član SAZU. Objavljal je zbirke pesmi, drame ter gledališke igre za otroke.

## Pesniško ustvarjanje
Golieva prva pesem Žalostni večeri, je bila objavljena v Slovanu, leta 1912, leta 1915 pa je v Ljubljanskem zvonu izšla pesem O Ester-o Renée.
Golia je bil v Moskvi priznan svobodni časnikar in literat. Leta 1918 je v Moskvi izšla njegova Pesem poljan.
Po vrnitvi v domovino je še vedno nadaljeval s pisanjem. Leta 1921 sta izšli povojni zbirki Pesmi o zlatolaskah in Večerna pesmarica, nekaj let kasneje pa Pesmi (z motivi vojnih doživetij). Omenjene pesniške zbirke je pesnik napisal pod vplivom moderne in ekspresionizma. Pesnik je napisal še eno zbirko pripovednih pesmi, ki je izšla šele po njegovi smrti. Poleg te zbirke je napisal tudi sestavek z naslovom Nekaj pripomb, kjer je pojasnil povode za to nenaslovljeno pesniško zbirko: »Vse v tej knjigi natisnjene pesmi se naslanjajo na ustrezne Slovenske narodne pesmi z (inačicami), ki jih je iz tiskanih in pisanih virov zbral in uredil dr. Karel Štrekelj v prvem zvezku svojega obširnega in pomembnega dela, izdala in založila pa Slovenska matica v Ljubljani v letih 1895—1898.To so deloma bolj ali manj svobodne prepesnitve, deloma pesmi, nastale po motivih imenovanih pesmi. Za vzor - seveda nedoseženi - so mi bile Prešernove: Smrt kralja Matjaža, Lepa Vida in Rošlin in Verjanko ...« (Gospod Baroda in druge ljudske pesmi, str.5).

## Delovanje v gledališču
Pesnik in dramatik se je prvič seznanil z gledališčem v Moskvi leta 1918, kjer je spoznal litvansko-ruskega poeta Jurija Kazimiroviča Baltrušajtisa, ki mu je predstavil rusko gledališko tradicijo. Leto kasneje se je Golia vrnil v domovino, kjer je bil najprej dramaturg in direktor Drame, kasneje pa še upravnik Slovenskega narodnega gledališča v Ljubljani. V svojem delovanju je napisal sedem mladinskih iger, ki so bile napisane v času socialne neenakosti in slabih razmer po prvi svetovni vojni. Njegov dramski prvenec je bila »božična igra« Petrčkove poslednje sanje, ki je bila zelo uspešna.
Kljub uspehu so Golii očitali, da ima privilegije, saj si je ob svoji funkciji direktorja lahko priskrbel najboljše igralce, režiserje, sceno in ostale gledališke rekvizite. Kljub očitkom je direktor in poet uspešno vodil Dramo še nadaljnjih dvajset let, njegove igre pa so bile zaslužne za polno blagajno.

## Opisi mladinskih iger

### Princeska in pastirček
Igra iz petih dejanj govori o prepovedani ljubezni med premožno princesko in revnim pastirčkom. Čeprav sta še otroka, sta si medsebojno naklonjena, kljub temu, da graščak hčerki strogo prepove, da bi se videvala s pastirčkom Boštjančkom. Ker je princeska trmasta in noče zapustiti Boštjančka, se odločita,da bosta skupaj pobegnila v gozd, k botri Šumi. Ko se na koncu vrneta na grad,ju vsi sprejmejo z odprtimi rokami in končno sta srečna, kot jima je obljubila botra Šuma.

### Jurček
Mladinska igra iz štirih dejanj pripoveduje o Jurčku in njegovih starših. V igri Golia prikaže revščino in brezup, v katerem živijo glavne književne osebe. Jurček je edini sin Matevža in Mete in na koncu igre se izkaže, da je prav on tisti, ki reši družino iz revščine.

### Srce igračk
Igra iz štirih dejanj, v kateri je zopet razvidna razlika med bogatim in revnim slojem. Revni sloj predstavljata Andrejček in njegova mati, bogate književne osebe pa so knez, knežna Maja, ravnatelj gledališča ter prvi igralec Špiritus, ki predstavljajo prijazne, dobrosrčne osebe, pripravljene pomagati revnim. V tej igri se revna književna oseba povzpne v sam vrh bogataškega sloja, saj knez proglasi Andrejčka za njegovega naslednika, takoj ko spozna zahrbtnost in hinavščino bogatašev, ki ga obdajajo.

### Uboga Ančka
Igra iz štirih dejanj, ki je po vsebini enaka Pepelki, le da v Golievi igri najdemo drugače poimenovane književne osebe. Pepelko predstavlja Ančka, ki ima hudobno mačeho ter dve polsestri. Golia je v igro dodal še medvede in zajce, ki pomagajo Ančki, da pride na grad. Namesto dobre vile je Golia v igri uporabil književno osebo, poimenovano Dobroljub. Dramatik je poudaril tudi omaro, ki jo je Ančka podedovala od pokojne matere. Omara je edina stvar, ki spominja kraljeviča na prvo srečanje z Ančko. Drugačen je tudi konec, saj se Ančka sama vrne na grad h kraljeviču.

### Poezija
- O Ester - o Renée : izbrane pesmi. Ur. Igor Grdina.. Maribor, 1997. ISBN 961-230-003-8
- Pesmi o zlatolaskah, Slovenska Matica, Ljubljana, 1921.
- Večerna pesmarica, Slovenska Matica, Ljubljana, 1921.
- Pesmi, Akademska založba v Ljubljani, 1936.
- Izbrane pesmi, Državna založba Slovenije, Ljubljana, 1951.
- Gospod Baroda in druge ljudske pesmi, Mladinska knjiga, 1966.

### Dramatika
- Dobrudža, 1915
- Kralj brezpravnih, 1928
- Kulturna prireditev v Črni mlaki, Tiskovna zadruga v Ljubljani, 1933
- Bratomor na Metavi, 1935

### Mladinska dela

#### Igre
- Petrčkove poslednje sanje, 1921
- Triglavska bajka, 1926
- Jurček, 1932
- Srce igračk, 1932
- Uboga Ančka, 1935
- Sneguljčica, 1938

##### Igre v knjižnih izdajah
- Igre, Mladinska knjiga Ljubljana, 1953
- Pesmi in igre za mladino, Mladinska knjiga, 1985